# Der Fluch (film)
Pour les articles homonymes, voir Der Fluch.
Pour plus de détails, voir Fiche technique et Distribution.
Der Fluch (La Malédiction) est un film autrichien réalisé par Robert Land, sorti en 1925. Ce film marqua les débuts à l'écran de l'actrice Lilian Harvey, qui tourna dans ce film parce qu'elle participait à une revue à Vienne.

## Synopsis
Dans un shtetl d'Europe de l'Est, une jeune femme tente de concilier ses aspirations et ses devoirs familiaux. Considérant que le style de vie de sa fille est immoral, sa mère se suicide, répétant la malédiction qui hante la famille depuis des siècles.

## Fiche technique
- Titre original: Der Fluch
- Titre allemand : Mein ist die Rache
- Titre anglais : The Curse
- Titre polonais : Ucieczka
- Réalisation : Robert Land
- Scénario : Walter Reisch, Ernst Weizmann
- Photographie : Nicolas Farkas
- Direction artistique : Hans Berger, Hans Rouc
- Lieu de tournage : Atelier Sievering, Vienne
- Production : Robert Land
- Sociétés de production : Land-Film, Volo Film
- Pays d'origine :  Autriche - Allemagne  République de Weimar
- Durée : 2100 mètres
- Format : Noir et blanc - 1,33:1 - muet
- Dates de sortie :
  - Autriche : 28 février 1925

## Distribution
- Oscar Beregi, Sr.
- Ferdinand Bonn
- Isak Deutsch
- Lilian Harvey
- Albert Heine
- Alice Hetsey
- Anny Hornik
- Reinhold Häussermann
- Ria Jászonyi
- Olga Lewinsky
- Ferdinand Maierhofer
- Milena Mudin
- Anton Pointner
- Eugen Preiß
- Otto Schmöle
- Hans Thimig